# Mandevilla sanderi
Mandevilla sanderi là một loài thực vật có hoa trong họ La bố ma. Loài này được (Hemsl.) Woodson mô tả khoa học đầu tiên năm 1933.

## Hình ảnh

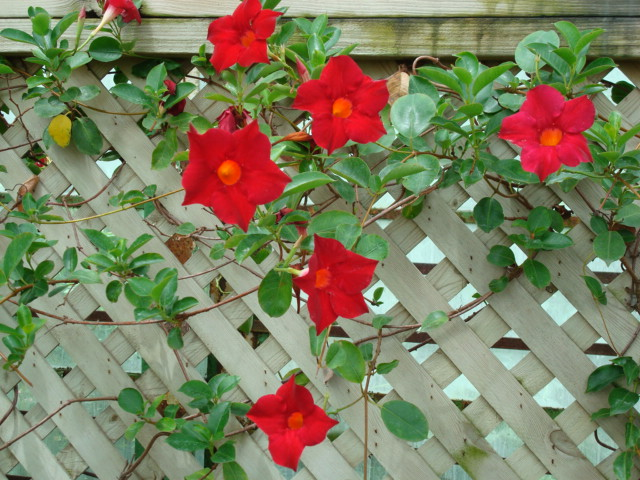
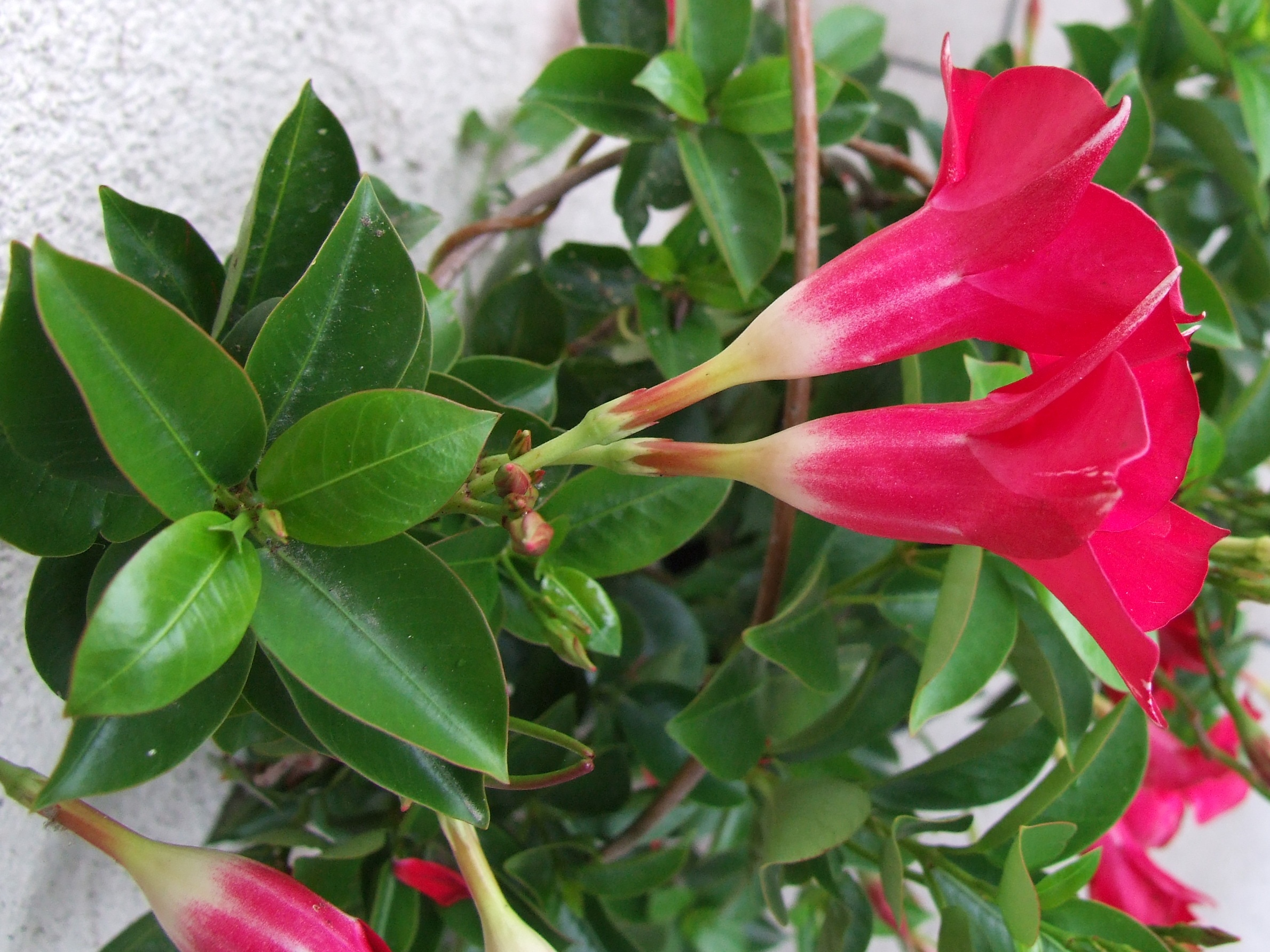
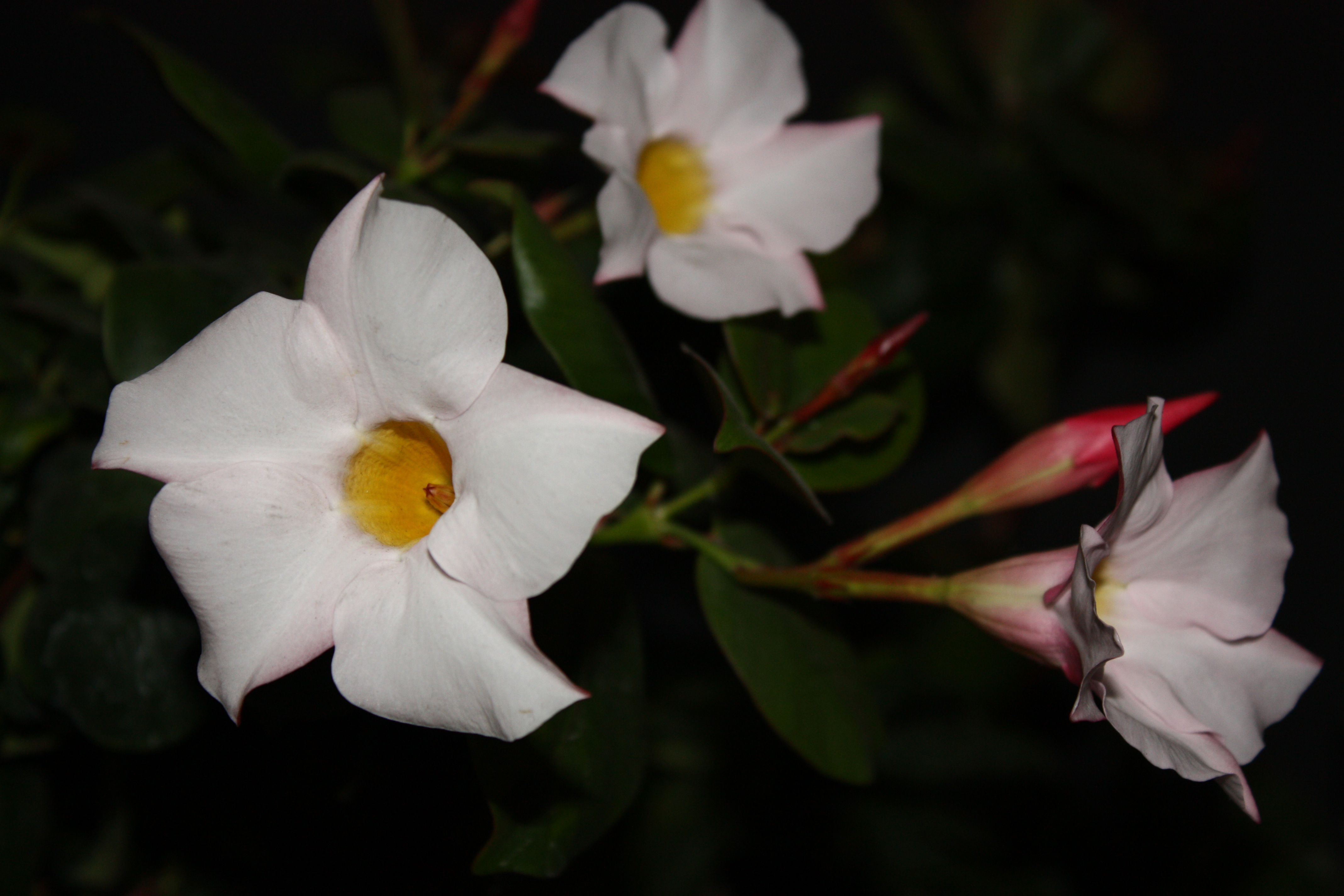
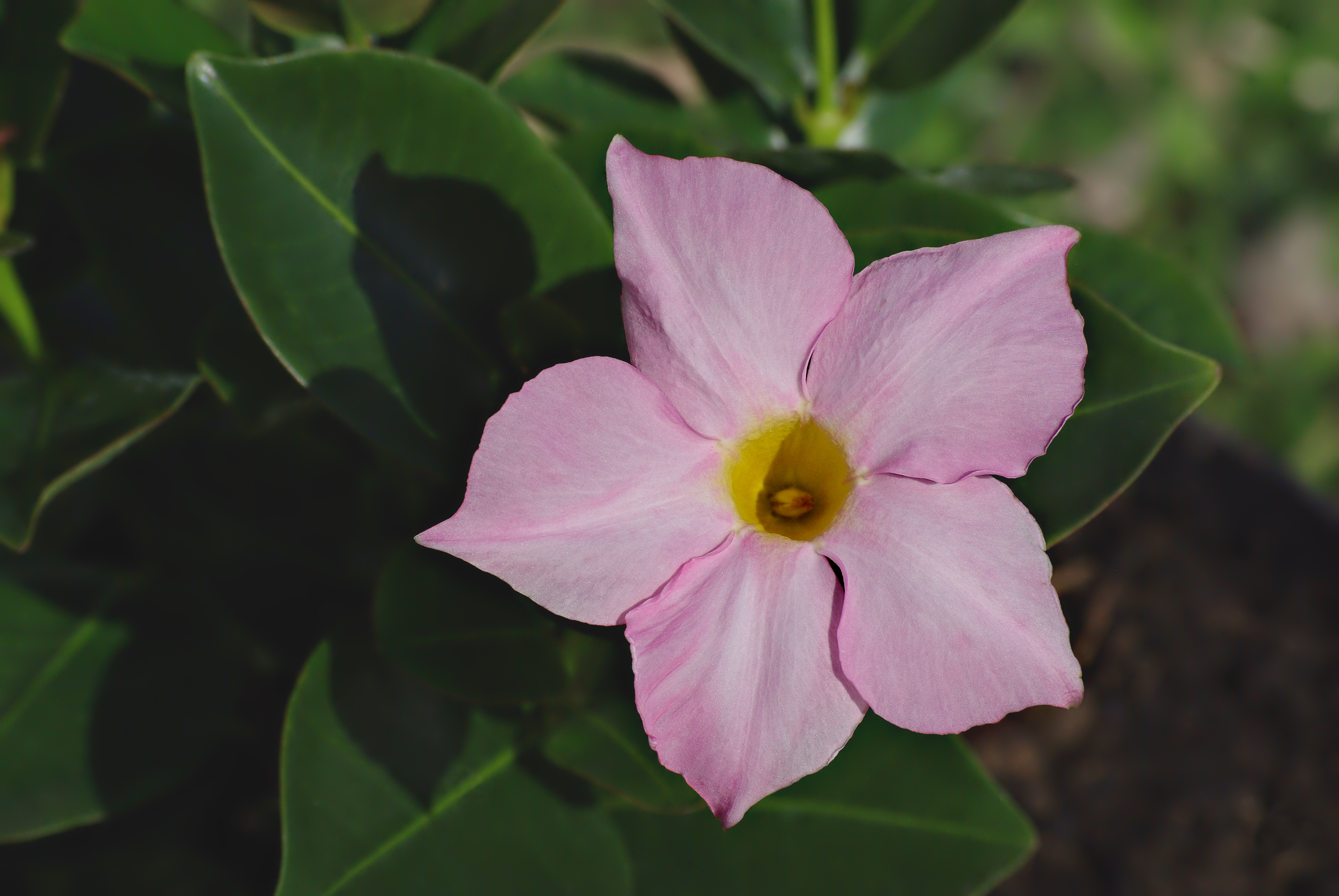